# Milan Milutinović
Milan Milutinović (Beograd, 19. prosinca 1942. – Beograd, 2. srpnja 2023.), bio je srbijanski političar i bivši predsjednik Srbije.

## Životopis
Potječe iz stare beogradske obitelji. Otac, djed, pradjed i šukundjed su Beograđani podrijetlom iz Šumadije. Osnovnu školu i gimanziju završio je u Beogradu a diplomirao je 1965. godine na Pravnom fakultetu Sveučilišta u Beogradu. Kao dvadesetogodišnjak bio je članom predsedništva Saveza socijalističke omladine, zadužen za međunarodne odnose. Kasnije postaje članom društveno-političkog vijeća Savezne skupštine i istodobno predsjednikom OK SK Vračara i član GK SK Beograda. Usljedila je funkcija republičkog tajnika za prosvjetu i znanost. Nakon toga imenovan je upravnikom Narodne biblioteke Srbije, 1983. godine. Nakon dolaska Miloševića na vlast u Srbiji, zauzima mjesto u saveznom tajništvu inozemnih poslova kao pomoćnik načelnika Uprave za tisak. Godine 1989. postao je veleposlanikom SFRJ u Grčkoj. S ovoga mjesta imenovan je za šefa diplomacije Savezne Republike Jugoslavije u kabinetu Radoja Kontića. Na ponovljenim predsjedničkim izborima, nakon nedovoljnog odziva birača u rujnu 1997. godine, Socijalistička partija Srbije mijenja predsjedničkog kandidata Zorana Lilića i kandidira Milutinovića koji u drugom krugu, 21. prosinca te 1997. godine, tjesno pobjeđuje Vojislava Šešelja. Optužen je od Haaškog tribunala za navodne zločine na Kosovu tijekom 1999. godine. Nakon što mu je prestao mandat 29. prosinca 2002. godine, 20. siječnja 2003. godine dragovoljno se predao međunarodnom sudu. Bio je u haaškom pritvoru. 2009. godine oslobođen je svih optužba. U braku sa suprugom Olgom ima sina Veljka. Živio je u Beogradu.